# Progreso (Belice)
Progreso es una ciudad del distrito de Corozal, en Belice. En el último censo realizado en el año 2000, su población era de 1.165 habitantes. A mediados de 2005, la población estimada de la ciudad era de 1.300 habitantes.
- Datos: Q7248891